# Liste der Monuments historiques in Montceaux-lès-Provins
Die Liste der Monuments historiques in Montceaux-lès-Provins führt die Monuments historiques in der französischen Gemeinde Montceaux-lès-Provins auf.

## Liste der Bauwerke
| Bezeichnung       | Beschreibung | Standort               | Kennzeichnung | Schutzstatus   | Datum     | Bild           |
| ----------------- | ------------ | ---------------------- | ------------- | -------------- | --------- | -------------- |
| Kirche St-Germain |              | Rue de l’Église (Lage) | PA00087114    | Inscrit Classé | 1926 1978 | weitere Bilder |

## Liste der Objekte
Zum Verständnis siehe: Kirchenausstattung
- Monuments historiques (Objekte) in Montceaux-lès-Provins in der Base Palissy des französischen Kultusministeriums